# The Defile
The Defile (englisch für Der Hohlweg) ist eine enge und eisfreie Scharte im ostantarktischen Viktorialand. Im Taylor Valley liegt sie zwischen der Mündung des Suess-Gletschers und dem geröllüberhäuften Nussbaum-Riegel.
Teilnehmer der Terra-Nova-Expedition (1910–1913) unter der Leitung des britischen Polarforschers Robert Falcon Scott kartierten diesen Gebirgspass und gaben ihm seinen deskriptiven Namen.